# Nguyễn Anh Khôi
Dans ce nom vietnamien, le nom de famille, Nguyen, précède le nom personnel.
Pour les articles homonymes, voir Nguyễn et Nguyễn Anh Dũng.
Nguyễn Anh Khôi est un joueur d'échecs vietnamien né le 11 janvier 2002 à Hô Chi Minh-Ville, grand maître international depuis 2019 et deux fois champion du Vietnam.
Au 1er février 2021, il est le numéro quatre vietnamien avec un classement Elo de 2 520 points.

## Biographie et carrière
Nguyễn Anh Khôi a remporté le championnat d'Asie de la jeunesse et le championnat du monde de la jeunesse à chaque fois la même année dans les catégories moins de 10 ans (en 2012) et moins de 12 ans (en 2014). Il remporta le championnat d'Asie junior (moins de 20 ans) en 2019 avec 8 points sur 9. 
Nguyễn Anh Khôi a représenté le Vietnam lors des olympiades de 2016  à Bakou et de 2018 à Batoumi. Lors de l'Olympiade d'échecs de 2018, il marqua 7 points sur 11 au quatrième échiquier et l'équipe du Vietnam finit septième de la compétition. Il remporta le championnat du Vietnam en 2018 (à 16 ans) et 2019.